# Buendía, Spanien
Buendía är en kommunhuvudort i Spanien.   Den ligger i provinsen Provincia de Cuenca och regionen Kastilien-La Mancha, i den centrala delen av landet, 80 km öster om huvudstaden Madrid. Buendía ligger 744 meter över havet och antalet invånare är 474. Den ligger vid sjön Pantano de Buendía.
Terrängen runt Buendía är platt åt sydost, men åt nordväst är den kuperad. Runt Buendía är det mycket glesbefolkat, med 5 invånare per kvadratkilometer. Närmaste större samhälle är Sacedón, 12,8 km norr om Buendía. Omgivningarna runt Buendía är i huvudsak ett öppet busklandskap.